# Takuya Jinno
Takuya Jinno - em japonês, 神野 卓哉 Jinno Takuya (Saitama, 1 de junho de 1970) é um ex-futebolista japonês.
Jogou a maior parte de sua carreira no Yokohama F. Marinos, entre 1989 (quando o time ainda era controlado pela Nissan) e 1995 (quando a equipe já usava o nome atual desde 1993), atuand em 113 partidas e marcando 12 gols. Defendeu, ainda, o Vissel Kobe, o Oita Trinita (2 passagens) e FC Tokyo. Deixou os gramados em 2003, atuando pelo Yokohama FC.
Pela Seleção Japonesa de Futebol, Jinno integrou o elenco que venceu a Copa da Ásia de 1992, mas não entrou em campo.